# Versnellingsbak
Een versnellingsbak of gangwissel wordt in bijna alle motorvoertuigen toegepast om het vermogen van de verbrandingsmotor op een efficiënte manier naar de wielen over te brengen. Een verbrandingsmotor levert zijn maximale vermogen en koppel slechts in een beperkt toerentalgebied. Een versnellingsbak zet het optimale toerental van de motor om naar een ander, in tegenstelling tot wat de naam zou laten vermoeden, doorgaans lager toerental van de cardanas. Vaak wordt hierbij ook nog gebruikgemaakt van een toerentalsensor.
Men onderscheidt drie types versnellingsbakken:
1. handgeschakelde versnellingsbak
2. halfautomatische versnellingsbak
3. automatische versnellingsbak

## Geschiedenis
De eerste handgeschakelde versnellingsbakken bewogen met een eenvoudig systeem de tandwielen rechtstreeks over een spievertanding in elkaar. Dit is een gecompliceerde manier van schakelen vanwege het dubbel ontkoppelen bij opschakelen en dubbel ontkoppelen met tussengas bij terugschakelen. Het wordt ook wel 'dubbel klutsen' genoemd, naar de Engelse term: double clutching. Het systeem werd al snel verlaten voor oplossingen die voor de bestuurder gemakkelijker te bedienen waren. Zo ontstond de 'gesynchroniseerde' versnellingsbak zoals die is gemonteerd in de doorsnee personenwagen.

## Onderdelen
Als hoofdonderdelen in de huidige versnellingsbakken kan men onderscheiden: ingaande- of prise-as, hulpas, hoofdas (uitgaande as met losse tandwielen en synchronisatiesysteem) en het schakelmechanisme. Daardoor wordt het mogelijk om de tandwielen (met verschillende diameter) op een laag geluidsniveau met schuine tanden altijd in elkaar te laten draaien en het geruisloos schakelen over te laten aan afzonderlijke synchronisatie-onderdelen op de hoofdas. Het aantal versnellingen voor personenwagens is gewoonlijk vijf of zes vooruit en een achteruit. Voor zware vrachtwagens gebruikt men wel zestien versnellingen vooruit en twee achteruit. De schakelbediening is handmatig of elektronisch, (met behulp van elektromechanica en pneumatica). Zware versnellingsbakken halen hun zestien versnellingen uit een samenwerking van drie interne groepen namelijk
1. voorschakelgroep met twee versnellingen,
2. hoofdschakelgroep met vier versnellingen,
3. naschakelgroep met twee versnellingen (planetaire uitvoering).

De voor- en naschakelgroep wordt bijna altijd halfautomatisch aangestuurd, de hoofdgroep met de vier versnellingen manueel of halfautomatisch, zoals bij Electronic Power Shift (EPS, van Mercedes-Benz).
De naschakelgroep met twee verhoudingen in zware vrachtwagens zorgt ervoor dat met vier versnellingen in de hoofdbak er aan de uitgang van de naschakelgroep acht versnellingen beschikbaar zijn. Deze uitvoering is voorzien van een planetair systeem. Het schakelen gebeurt hier pneumatisch met elektrische en elektronische aansturing. Met deze schakelgroep kunnen de eerste vier versnellingen overgezet worden naar een volgende reeks, dat wil zeggen eerste wordt vijfde, tweede wordt zesde, derde wordt zevende en vierde wordt achtste versnelling.
De hoofdas heeft niet meer dan vier versnellingen, deze worden door de ingaande voorschakelgroep en de uitgaande naschakelgroep omgezet naar zestien versnellingen vooruit. De achteruit is niet gesynchroniseerd en wordt hier in het voorbeeld ingeschakeld door het volledige tandwiel te verschuiven. Het uiteinde van de hoofdas (uitgaande as) uiterst rechts dient tegelijkertijd als zonnewiel voor de planetaire naschakelgroep.
De ingaande as zorgt voor de verbinding met de koppeling en is in deze uitvoering voorzien van een gesynchroniseerde voorschakelgroep met twee verhoudingen. Ook de voorschakelgroep wordt pneumatisch geschakeld met elektrische aansturing. De bediening gebeurt met een knop op de versnellingspook of op de EPS bediening. Uiterst rechts is de top van de prise-as te zien die gemonteerd wordt in het toplager van de krukas (of vliegwiel), over de zichtbare spiebanen komt de koppelingsplaat.
De hulpas of secundaire as is een volledig vaste as met tandwielen van verschillende diameter om de verbinding te verzorgen tussen de ingaande as, hulpas en alle tandwielen op de hoofdas, afhankelijk van de versnelling die ingeschakeld is op de hoofdas wordt de verbinding overgebracht naar de uitgaande as. De hulpas, hier rechts afgebeeld, is een hulpas voor zestien versnellingen vooruit en twee achteruit. Deze hulpas draait als één geheel en altijd wanneer de versnellingsbak gekoppeld is.